# Die Bräute kommen
Die Bräute kommen (Nevjeste dolaze) ist ein jugoslawischer Fernsehfilm (1978) des Regisseurs Emir Kusturica. Produziert wurde er von Radiotelevizija Sarajevo. Das Familiendrama mit ländlichen Bildern und Sexplotation-Elementen ist international kaum bekannt; das Filmarchiv Austria besorgte eine deutsche Untertitelung.

## Handlung
Jela führt auf dem Land ein kleines Gasthaus mit einer Kneipe im Erdgeschoss. Darin wohnt sie mit ihren Söhnen, dem zaghaften Träumer Jakob und dem rohen und faulen Martin, sowie mit Martins Ehefrau Kata. Am Tage treibt Martin Kata zur Arbeit an, nachts prügelt und vergewaltigt er sie. Jela ist enttäuscht, dass Kata auch nach fünf Jahren nicht schwanger geworden ist. Die Brüder können sich gegenseitig nicht ausstehen, weil Jakob etwas für Kata empfindet und nicht erträgt, wie Martin sie behandelt.
Eines Nachts hält Jakob die Geräusche aus Martins und Katas Zimmer nicht mehr aus. Am Morgen ist Kata tot und Jakob verschwunden. Jela und Martin begraben Kata, während Jakob sich in den nahen Wäldern aufhält. Bald läuft Martin eine junge Frau zu, die nicht so recht weiß, was sie mit sich anfangen soll. Mit Liebesschwüren bewegt er sie zur Arbeit als Kellnerin, und die Kneipe füllt sich mit Gästen. Zu deren Unterhaltung bedrängt er sie, zu singen, und kann nichts ausrichten, als die männlichen Gäste die junge Frau vergewaltigen. Am nächsten Morgen liegt Martin tot in der demolierten Kneipe, und die junge Frau ist davongelaufen. Auf einem Hain trifft sie auf Jakob und setzt sich zu ihm.

## Hintergrund
Der Film war Emir Kusturicas erste größere Arbeit für Radiotelevizija Sarajevo und sein erster langer Film. Er lässt hier schon seinen späteren Stil erkennen. Er selbst bezeichnet den Film als eines seiner mutigsten Projekte und wurde, zur Vereinfachung, stark visuell stilisiert umgesetzt.